# كورت بيليجرينو
كورت جوزيف بيليجرينو (بالإنجليزية: Kurt Joseph Pellegrino؛ مواليد 7 مايو 1979) هو مُقاتل فنون قتالية مختلطة أمريكي.

## وصلات خارجية
لا توجد روابط لمواقع التواصل الاجتماعي.

- كورت بيليجرينو على موقع يو إف سي (الإنجليزية)
- كورت بيليجرينو على موقع بيلاتور (الإنجليزية)
- كورت بيليجرينو على موقع شيردوغ (الإنجليزية)
- كورت بيليجرينو على موقع Tapology.com (الإنجليزية)
- كورت بيليجرينو على موقع IMDb (الإنجليزية)
- كورت بيليجرينو على موقع قاعدة بيانات الفيلم (الإنجليزية)